# Tir la Jocurile Olimpice de vară din 2024 - pușcă trei poziții 50 m (masculin)
Proba de tir pușcă trei poziții 50 m masculin de la Jocurile Olimpice 2024 a avut loc în perioada 28-29 iulie 2024 la Centrul Național de Tir din Châteauroux, Franța.

## Program
Orele sunt ora Franței (UTC+1) 
| Data                    | Timp  | Etapă      |
| ----------------------- | ----- | ---------- |
| Duminică, 28 iulie 2024 | 09:15 | Calificări |
| Luni, 29 iulie 2024     | 09:15 | Finala     |

## Rezultate calificări
| Loc    | Sportiv                     | Țară                       | Genunchi | Culcat | În picioare | Total   | Note |
| ------ | --------------------------- | -------------------------- | -------- | ------ | ----------- | ------- | ---- |
| 1      | Liu Yukun                   | China                      | 199      | 197    | 198         | 594-38x | C    |
| 2      | Jon-Hermann Hegg            | Norvegia                   | 198      | 198    | 197         | 593-36x | C    |
| 3      | Serhiy Kulish               | Ucraina                    | 199      | 199    | 194         | 592-39x | C    |
| 4      | Lucas Kryzs                 | Franța                     | 199      | 199    | 194         | 592-35x | C    |
| 5      | Lazar Kovačević             | Serbia                     | 199      | 198    | 195         | 592-33x | C    |
| 6      | Tomasz Bartnik              | Polonia                    | 195      | 199    | 197         | 591-40x | C    |
| 7      | Swapnil Kusale              | India                      | 198      | 197    | 195         | 590-38x | C    |
| 8      | Jiří Přívratský             | Cehia                      | 195      | 199    | 196         | 590-35x | C    |
| 9      | Petr Nymburský              | Cehia                      | 196      | 199    | 195         | 590-32x |      |
| 10     | Patrik Jány                 | Slovacia                   | 194      | 199    | 196         | 589-34x |      |
| 11     | Aishwary Pratap Singh Tomar | India                      | 197      | 199    | 193         | 589-33x |      |
| 12     | Marcus Madsen               | Suedia                     | 198      | 196    | 195         | 589-26x |      |
| 13     | Victor Lindgren             | Suedia                     | 197      | 194    | 198         | 589-25x |      |
| 14     | Edoardo Bonazzi             | Italia                     | 195      | 197    | 196         | 588-38x |      |
| 15     | Romain Aufrère              | Franța                     | 194      | 197    | 197         | 588-34x |      |
| 16     | Du Linshu                   | China                      | 198      | 198    | 192         | 588-33x |      |
| 17     | Maximilian Ulbrich          | Germania                   | 195      | 198    | 195         | 588-25x |      |
| 18     | Islam Satpayev              | Kazahstan                  | 196      | 197    | 195         | 588-24x |      |
| 19     | Danilo Sollazzo             | Italia                     | 197      | 198    | 192         | 587-33x |      |
| 20     | Ivan Roe                    | Statele Unite ale Americii | 198      | 197    | 192         | 587-32x |      |
| 21     | István Péni                 | Ungaria                    | 193      | 200    | 194         | 587-28x |      |
| 22     | Christoph Dürr              | Elveția                    | 196      | 200    | 190         | 586-32x |      |
| 23     | Ole Martin Halvorsen        | Norvegia                   | 196      | 200    | 190         | 586-32x |      |
| 24     | Aleksi Leppa                | Finlanda                   | 195      | 198    | 193         | 586-31x |      |
| 25     | Konstantin Malinovskiy      | Kazahstan                  | 197      | 196    | 193         | 586-29x |      |
| 26     | Miran Maričić               | Croația                    | 194      | 198    | 193         | 585-31x |      |
| 27     | Jack Rossiter               | Australia                  | 195      | 199    | 191         | 585-27x |      |
| 28     | Alexander Schmirl           | Austria                    | 193      | 199    | 193         | 585-26x |      |
| 29     | Michael Bargeron            | Marea Britanie             | 196      | 197    | 191         | 584-28x |      |
| 30     | Nyantaigiin Bayaraa         | Mongolia                   | 194      | 197    | 193         | 584-26x |      |
| 31     | Petar Gorša                 | Croația                    | 195      | 197    | 191         | 583-32x |      |
| 32     | Zalán Pekler                | Ungaria                    | 194      | 195    | 193         | 582-32x |      |
| 33     | Naoya Okada                 | Japonia                    | 195      | 196    | 191         | 582-26x |      |
| 34     | Dane Sampson                | Australia                  | 193      | 197    | 191         | 581-27x |      |
| 35     | Andreas Thum                | Austria                    | 191      | 198    | 191         | 580-24x |      |
| 36     | Carlos Quezada              | Mexic                      | 194      | 195    | 193         | 579-27x |      |
| 37     | Maciej Kowalewicz           | Polonia                    | 191      | 197    | 191         | 579-26x |      |
| 38     | Rylan Kissell               | Statele Unite ale Americii | 196      | 192    | 191         | 579-25x |      |
| 39     | Thongphaphum Vongsukdee     | Thailanda                  | 194      | 193    | 191         | 578-25x |      |
| 40     | Israel Gutierrez            | El Salvador                | 189      | 197    | 190         | 576-20x |      |
| 41     | Ibrahim Korayiem            | Egipt                      | 194      | 196    | 186         | 576-17x |      |
| 42     | Tye Ikeda                   | Canada                     | 190      | 195    | 192         | 575-26x |      |
| 43     | Fathur Gustafian            | Indonezia                  | 192      | 193    | 189         | 574-19x |      |
| 44     | Park Ha-jun                 | Coreea de Sud              | 185      | 196    | 191         | 572-23x |      |
| Sursa: |                             |                            |          |        |             |         |      |

## Rezultate finală
| Loc     | Sportiv                | Serii       | Serii       | Serii       | Serii  | Serii  | Serii  | Serii       | Serii       | Serii       | Serii       | Serii       | Serii       | Serii       | Total |
| Loc     | Sportiv                | În genunchi | În genunchi | În genunchi | Culcat | Culcat | Culcat | În picioare | În picioare | În picioare | În picioare | În picioare | În picioare | În picioare | Total |
| Loc     | Sportiv                | 1           | 2           | 3           | 4      | 5      | 6      | 7           | 8           | 9s41        | 9s42        | 9s43        | 9s44        | 9s45        | Total |
| ------- | ---------------------- | ----------- | ----------- | ----------- | ------ | ------ | ------ | ----------- | ----------- | ----------- | ----------- | ----------- | ----------- | ----------- | ----- |
| 1       | Liu Yukun (CHN)        | 51,3        | 102,9       | 154,0       | 206,9  | 259,2  | 311,5  | 362,8       | 412,5       | 422,9       | 432,6       | 442,8       | 453,7       | 463,6       | 463,6 |
| 2       | Serhiy Kulish (UKR)    | 50,8        | 102,7       | 153,9       | 206,7  | 258,7  | 311,1  | 361,3       | 412,6       | 423,0       | 432,9       | 442,0       | 451,9       | 461,3       | 461,3 |
| 3       | Swapnil Kusale (IND)   | 50,8        | 101,7       | 153,3       | 206,0  | 258,2  | 310,1  | 361,2       | 411,6       | 422,1       | 431,5       | 441,4       | 451,4       | N/A         | 451,4 |
| 4       | Jiří Přívratský (CZE)  | 51,3        | 101,5       | 153,5       | 206,4  | 259,2  | 311,0  | 359,7       | 409,5       | 419,9       | 430,4       | 440,7       | N/A         | N/A         | 440,7 |
| 5       | Jon-Hermann Hegg (NOR) | 52,1        | 103,7       | 155,3       | 207,8  | 259,6  | 312,1  | 361,6       | 410,5       | 420,3       | 430,2       | N/A         | N/A         | N/A         | 430,2 |
| 6       | Lucas Kryzs (FRA)      | 52,3        | 102,1       | 153,7       | 205,6  | 257,5  | 308,8  | 358,5       | 409,0       | 418,9       | N/A         | N/A         | N/A         | N/A         | 418,9 |
| 7       | Tomasz Bartnik (POL)   | 52,0        | 102,1       | 152,9       | 205,5  | 256,8  | 308,8  | 357,9       | 408,8       | N/A         | N/A         | N/A         | N/A         | N/A         | 408,8 |
| 8       | Lazar Kovačević (SRB)  | 49,7        | 101,5       | 152,3       | 204,5  | 257,1  | 307,9  | 357,7       | 407,4       | N/A         | N/A         | N/A         | N/A         | N/A         | 407,4 |
| Source: |                        |             |             |             |        |        |        |             |             |             |             |             |             |             |       |